# طراحی و آنالیز شئ‌گرا

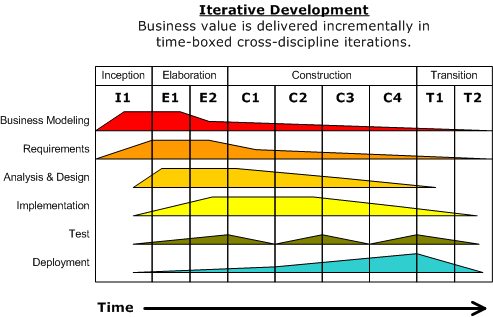
رویکرد طراحی و آنالیز شئ‌گرا بر پایه تعریف فرایند یکپارچه، بصورت تکرارشونده و افزایشی انجام می‌گیرد

طراحی و آنالیز شئ‌گرا (انگلیسی: Object-oriented analysis and design) یک رویکرد فنی رایج برای تحلیل و طراحی یک برنامه، سیستم یا یک کسب‌وکار، با بکارگیری تکنیک برنامه‌نویسی شیءگرا و نیز استفاده از مدل‌سازی دیداری، در طول چرخه عمر توسعه نرم‌افزار می‌باشد، که با هدف برقراری ارتباطات سریع‌تر با ذینفعان پروژه و بهبود کیفیت محصول خروجی، بکار گرفته می‌شود. بر پایه راهنمای فرایند یکپارچه، روش طراحی و آنالیز شئ‌گرا در پروژه‌های مهندسی نرم‌افزار، با چرخه عمر تکرارشونده و افزایشی انجام می‌شود. با هر تکرار، خروجی فعالیت‌های روش طراحی و آنالیز شئ‌گرا شامل مدل‌های آنالیز و مدل‌های طراحی حاصل از دیاگرام‌های شئ‌گرا به ترتیب اصلاح و تکمیل می‌شوند و به‌طور مداوم عوامل کلیدی مانند ریسک‌ها و ارزش تجاری پروژه نیز مورد پایش قرار می‌گیرند. روش طراحی و آنالیز شئ‌گرا، از دهه ۱۹۹۰ در زمینه‌های توسعه نرم‌افزار و مدیریت پروژه، مورد استفاده قرار گرفت.